# Jordania en los Juegos Olímpicos de Sídney 2000
Jordania estuvo representada en los Juegos Olímpicos de Sídney 2000 por ocho deportistas, cuatro hombres y cuatro mujeres, que compitieron en seis deportes.
La portadora de la bandera en la ceremonia de apertura fue la jinete Haya Bint Al-Husein. El equipo olímpico jordano no obtuvo ninguna medalla en estos Juegos.